# Körszájúak

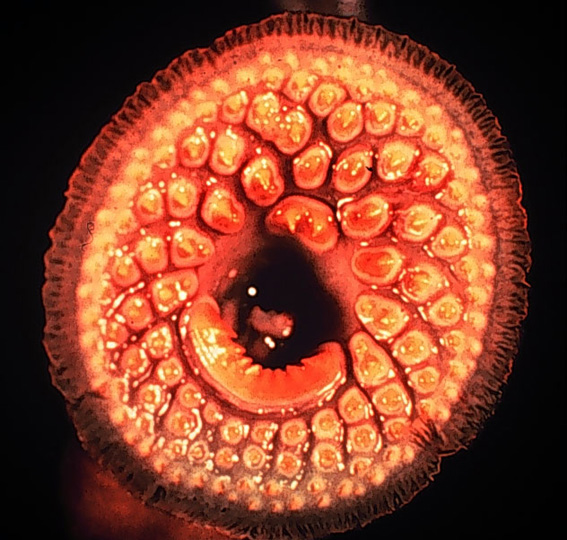
A tengeri ingola szájszerve

A körszájúak (Cyclostomata) a gerinchúros élőlények egy parafiletikus csoportja. Korábban a szintén parafiletikus állkapocs nélküli halak egy osztályának tekintették.
Ide tartoznak a ma is élő nyálkahalak (Myxini) és az ingolák (Petromyzontida), valamint ide sorolhatók a kihalt Myllokunmingiida és Conodonta csoportok is. Ezen csoportokat a korszerű rendszertanok önálló osztályoknak tekintik.
Bár állkapcsuk nincsen, vannak fogsoraik, melyeket körkörösen képesek mozgatni. Az állkapocs hiánya miatt nem tudják becsukni a szájukat, ezért állandóan vizet kell áramoltatniuk a szájukon keresztül.

## Cyclostomata-hipotézis vs. Vertebrata-hipotézis
Az állkapocs nélküli halak leszármazási viszonyai nem teljesen tisztázottak. Egyes molekuláris bizonyítékok szerint a csoport monofiletikus, és így a nyálkahalak és ingolák közelebbi rokonok, ez a Cyclostomata-hipotézis (vagy körszájú-hipotézis). Ezzel szemben áll a Vertebrata-hipotézis (gerinces-hipotézis), mely szerint az ingolák közelebb állnak az állkapcsos halakhoz, mint a nyálkahalakhoz. Több adatra van szükség a kérdés eldöntéséhez.
A biológusok korábban nem értettek egyet arról, hogy a körszájúak kládot alkotnak-e. A Vertebrata-hipotézis szerint az ingolák az állkapcsosoknak közelebbi rokonai, mint a nyálkahalaknak. A Cyclostomata-hipotézis szerint ezzel szemben az ingolák a nyálkahalak közelebbi rokonai, így a körszájúak monofiletikus csoportot alkotnak.
A legtöbb anatómiai alapú tanulmány a Vertebrata-, sok molekuláris filogenetikai alapú a Cyclostomata-hipotézist támasztotta alá.

## Fordítás
- Ez a szócikk részben vagy egészben  a   Cyclostomata című angol Wikipédia-szócikk ezen változatának fordításán alapul.  Az eredeti cikk szerkesztőit annak laptörténete sorolja fel. Ez a jelzés csupán a megfogalmazás eredetét és a szerzői jogokat jelzi, nem szolgál a cikkben szereplő információk forrásmegjelöléseként.